# May-sur-Orne
May-sur-Orne ([mɛ syʁ ɔʁn] ⓘ) ist eine ehemalige französische Gemeinde mit 2.017 Einwohnern (Stand: 1. Januar 2022) im Département Calvados in der Region Normandie. Sie gehörte zum Arrondissement Caen. Die Einwohner werden Mayens und Mayennes genannt.
Der Erlass des Präfekten vom 30. September 2024 legte mit Wirkung zum 1. Januar 2025 die Eingliederung von May-sur-Orne als Commune déléguée zusammen mit der früheren Gemeinde Saint-Martin-de-Fontenay zur Commune nouvelle Saint-Martin-de-May fest.

## Geografie

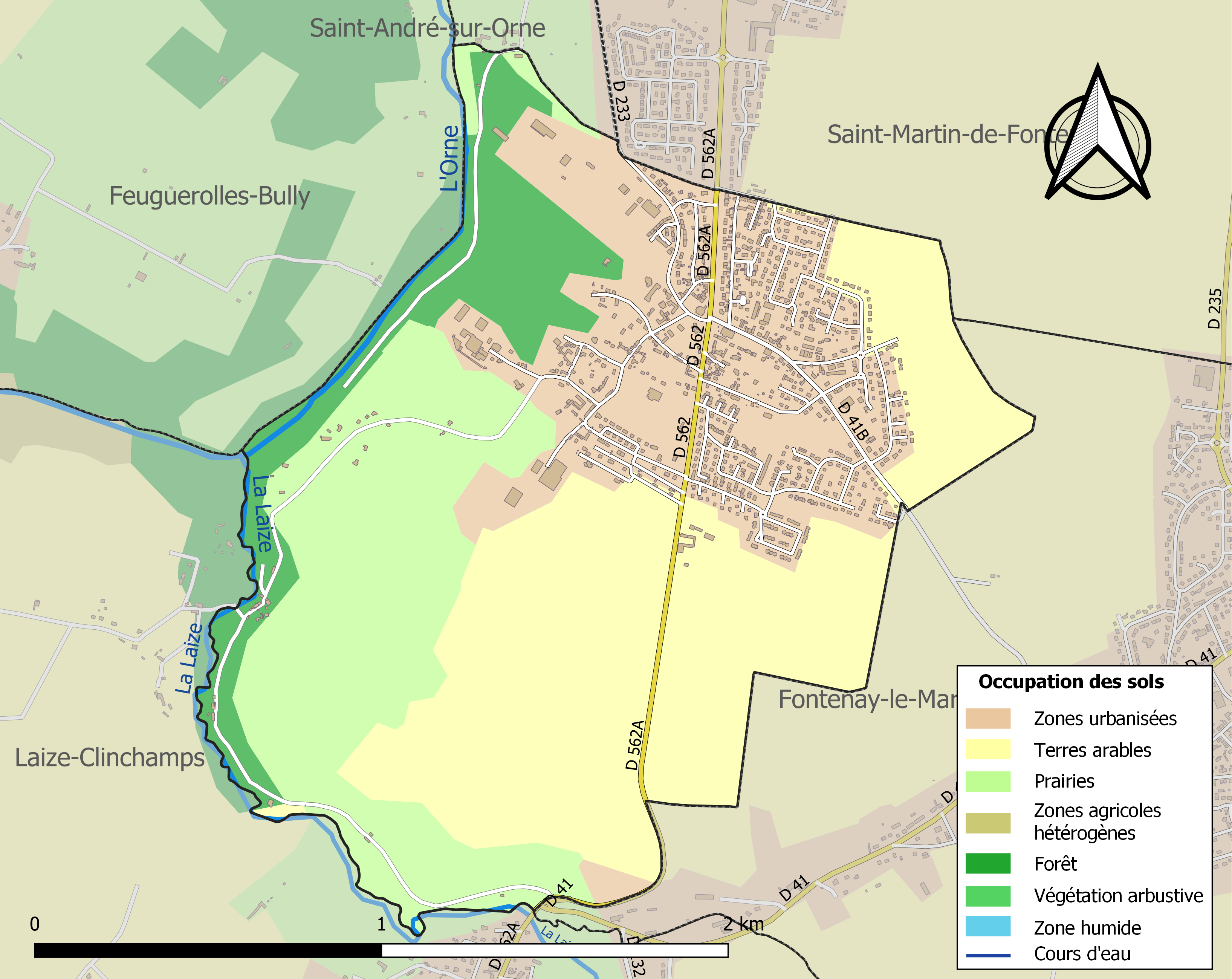
Bodennutzung, Hydrografie und Infrastruktur von May-sur-Orne (2018)

May-sur-Orne liegt etwa neun Kilometer südlich von Caen in der Région naturelle der Plaine de Caen an der Orne, die das Ortsgebiet zusammen mit einem ihrer Nebenflüsse, der Laize, entwässert und nach Westen begrenzt. Das Zentrum liegt leicht oberhalb des Orne-Tals auf einer Höhe von etwa 60 m. Das Bodenrelief steigt nach Osten hin auf 80 m an und hat seinen tiefsten Punkt mit 60 m Höhe im Norden beim Austritt der Orne aus dem Ortsgebiet.
Teile des Gebiets von May-sur-Orne gehören zu den fünf ZNIEFF-Naturzonen „Vallée de l’Orne“ (250008466), „Bassin de la Laize“ (250008472), „Coteau du val de May“ (250020020), „La Laize et ses affluents“ (250020066) und „Entaille boisée du Val d’Orne à Feuguerolles-Bully“ (250030102). Rund 61 % der Fläche von May-sur-Orne werden landwirtschaftlich genutzt, rund 28 % entfallen auf bebaute Flächen, rund 10 % sind bewaldet, insbesondere entlang der Orne und der Laize.
Umgeben wird May-sur-Orne von der Nachbargemeinde Saint-André-sur-Orne im Norden, der Commune déléguée Saint-Martin-de-Fontenay im Norden und Nordosten sowie von den Nachbargemeinden Fontenay-le-Marmion im Osten, Laize-Clinchamps im Süden und Südwesten sowie Feuguerolles-Bully im Westen und Nordwesten.

## Geschichte
Der Ort May grenzt an die Täler Orne und Laize und ist bekannt für seine archäologische Stätte, sein Sandstein und seine Fossilienvorkommen, Trilobiten und Ammoniten.
In der Nähe des jungsteinzeitlichen Hügelgrabs von La Hogue zeugt ein verschwundener Megalith, der „Roche Dormante“, vom Alter menschlicher Besiedlung. Der Chemin Haussé, eine Römerstraße, die die antiken Städte Vieux und Fort verband, ist noch sichtbar. Die Pfarrei Notre Dame de May unterstand im Mittelalter der mächtigen Herrschaft Marmion und wurde von der benachbarten Abtei Saint-Étienne de Fontenay betreut. Die 1874 zerstörte mittelalterliche Kirche bestand aus einem Kirchenschiff aus dem 12. Jahrhundert und einem Chor aus dem ausgehenden Mittelalter.
Unter dem Ancien Régime und bis zum 20. Jahrhundert arbeitete die Bevölkerung des Dorfes auf Bauernhöfen, die den wohlhabenden Caennais gehörten, in Mühlen und vor allem in Steinbrüchen, in denen Kopfsteinpflaster hergestellt wurde. Frauen arbeiteten an Klöppelspitzen.
In der Nähe des Weilers Val de Laize, der zur Gemeinde Laize-Clinchamps gehört und nicht weit von May entfernt liegt, wurde ein Steinbruch aus dunkelrot geädertem Marmor entdeckt. Auf dem Weg nach Fontenay gibt es einen weiteren Steinbruch, aus dem sehr harter Baustein gewonnen wird, der im Land unter dem Namen Voisdry bekannt ist.
Die Errichtung eines Eisenbergwerks am Ende des 19. Jahrhunderts hatte einen nachhaltigen Einfluss auf das Leben des Landes und zog mehrere Wellen neuer Bevölkerungsgruppen an, darunter Italiener, Polen, Russen usw. Der Abbau dauerte mit mehreren hundert Arbeitern bis zur Schließung im Jahre 1968.
Während des Zweiten Weltkriegs blieb die Mine aktiv und förderte dann für die Deutschen. Nach siebenmaliger Einnahme und Rückeroberung wurde May-sur-Orne am 10. August 1944 von kanadischen Soldaten befreit. 163 der 187 Häuser des Orts wurden bei den Kämpfen dem Erdboden gleichgemacht.

## Bevölkerungsentwicklung

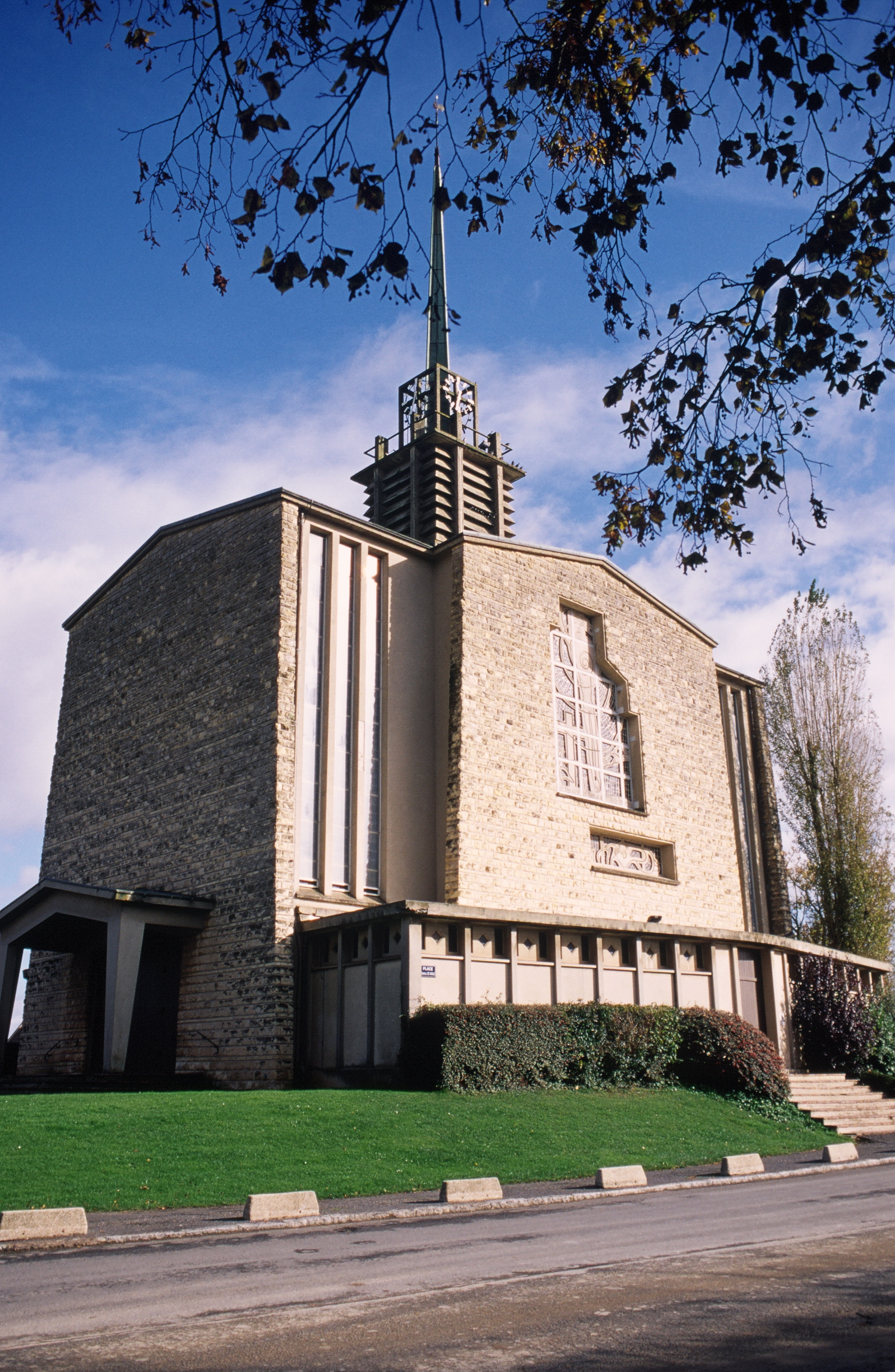
Kirche Saint-Firmin

| May-sur-Orne: Einwohnerzahlen von 1793 bis 2020                                                                            | May-sur-Orne: Einwohnerzahlen von 1793 bis 2020 | May-sur-Orne: Einwohnerzahlen von 1793 bis 2020 | May-sur-Orne: Einwohnerzahlen von 1793 bis 2020 | May-sur-Orne: Einwohnerzahlen von 1793 bis 2020 |
| --- | ----------------------------------------------- | ----------------------------------------------- | ----------------------------------------------- | ----------------------------------------------- |
| Jahr |                                                 |                                                 |                                                 | Einwohner                                       |
| 1793 | 1793                                            |                                                 | 322                                             | 322                                             |
| 1800 | 1800                                            |                                                 | 352                                             | 352                                             |
| 1806 | 1806                                            |                                                 | 374                                             | 374                                             |
| 1821 | 1821                                            |                                                 | 463                                             | 463                                             |
| 1831 | 1831                                            |                                                 | 536                                             | 536                                             |
| 1836 | 1836                                            |                                                 | 464                                             | 464                                             |
| 1841 | 1841                                            |                                                 | 517                                             | 517                                             |
| 1846 | 1846                                            |                                                 | 527                                             | 527                                             |
| 1851 | 1851                                            |                                                 | 551                                             | 551                                             |
| 1856 | 1856                                            |                                                 | 579                                             | 579                                             |
| 1861 | 1861                                            |                                                 | 610                                             | 610                                             |
| 1866 | 1866                                            |                                                 | 588                                             | 588                                             |
| 1872 | 1872                                            |                                                 | 557                                             | 557                                             |
| 1876 | 1876                                            |                                                 | 564                                             | 564                                             |
| 1881 | 1881                                            |                                                 | 619                                             | 619                                             |
| 1886 | 1886                                            |                                                 | 642                                             | 642                                             |
| 1891 | 1891                                            |                                                 | 599                                             | 599                                             |
| 1896 | 1896                                            |                                                 | 619                                             | 619                                             |
| 1901 | 1901                                            |                                                 | 701                                             | 701                                             |
| 1906 | 1906                                            |                                                 | 678                                             | 678                                             |
| 1911 | 1911                                            |                                                 | 704                                             | 704                                             |
| 1921 | 1921                                            |                                                 | 686                                             | 686                                             |
| 1926 | 1926                                            |                                                 | 668                                             | 668                                             |
| 1931 | 1931                                            |                                                 | 740                                             | 740                                             |
| 1936 | 1936                                            |                                                 | 639                                             | 639                                             |
| 1946 | 1946                                            |                                                 | 432                                             | 432                                             |
| 1954 | 1954                                            |                                                 | 715                                             | 715                                             |
| 1962 | 1962                                            |                                                 | 1.049                                           | 1.049                                           |
| 1968 | 1968                                            |                                                 | 1.085                                           | 1.085                                           |
| 1975 | 1975                                            |                                                 | 1.240                                           | 1.240                                           |
| 1982 | 1982                                            |                                                 | 1.345                                           | 1.345                                           |
| 1990 | 1990                                            |                                                 | 1.635                                           | 1.635                                           |
| 1999 | 1999                                            |                                                 | 1.716                                           | 1.716                                           |
| 2006 | 2006                                            |                                                 | 1.859                                           | 1.859                                           |
| 2013 | 2013                                            |                                                 | 1.800                                           | 1.800                                           |
| 2020 | 2020                                            |                                                 | 2.016                                           | 2.016                                           |
| Quelle(n): EHESS/Cassini bis 1999, INSEE ab 2006 Anmerkung(en): Ab 1962 offizielle Zahlen ohne Einwohner mit Zweitwohnsitz |                                                 |                                                 |                                                 |                                                 |

## Sehenswürdigkeiten
- Kirche Saint-Firmin, 1955 bis 1960 erbaut, seit 2010 als Monument historique eingeschrieben
- Schloss Sainte-Marie aus dem 18. Jahrhundert
- Schloss Druelle aus dem 18. Jahrhundert
- Altes Bürgermeisteramt

## Gemeindepartnerschaft
Mit der deutschen Marktgemeinde Stockstadt am Main in Unterfranken (Bayern) besteht seit 1993 eine Gemeindepartnerschaft.